# Айшабибинский сельский округ
Айшабиби́нский се́льский окру́г (ранее — Головачёвский сельсове́т, каз. Айша бибі ауылдық округі) — административная единица в составе Жамбылского района Жамбылской области Казахстана.
Административный центр — село Айша Биби.

## История
В 1989 году существовал как Головачёвский сельсовет в составе двух сёл: Головачёвка (административный центр, ныне — Айша Биби) и Кызылтан (ныне — Аулиеколь).
В периоде 1991—1998 годов:
- Постановлением № 751—XII Президиума Верховного Совета Республики Казахстан от 5 августа 1991 года село Головачёвка было переименовано в село Айша́ Биби́[4];
- Головачёвский сельсовет, переименованный вместе с его административным центром в Айшабибинский, согласно реформам административно-территориального устройства Республики Казахстан был преобразован в сельский округ;
- Населённый пункт Каратау был передан в состав Айшабибинского сельского округа из Кызылжулдызского сельского округа.

Постановлением акимата Жамбылской области от 29 декабря 2017 года № 312 и решением маслихата Жамбылской области от 25 января 2018 года № 20-5 «О переименовании сельского округа и некоторых сел Жамбылской области», — село Кызылтан было переименовано в село Аулиеко́ль.

## Население
| Численность населения | Численность населения | Численность населения |
| 1989                  | 1999                  | 2009                  |
| --------------------- | --------------------- | --------------------- |
| 2556                  | ↗3482                 | ↗5423                 |

## Состав
| № | Населённый пункт | Тип населённого пункта       | Население, 1989 | Население, 1999 | Население, 2009 |
| - | ---------------- | ---------------------------- | --------------- | --------------- | --------------- |
| 1 | Айша Биби        | село, административный центр | 2 313           | ↗2 796          | ↗4 616          |
| 2 | Аулиеколь        | село                         | 243             | ↗337            | ↘172            |
| 3 | Каратау          | село                         | 1 354           | ↘349            | ↗635            |